# Tadipatri
Tadipatri, en télougou : తాడిపత్రి, est une ville du district d'Anantapur, dans l'État de l'Andhra Pradesh, en Inde. Selon le recensement de l'Inde de 2011, elle compte une population de 108 171 habitants.